# 清瀬国際交流会
清瀬国際交流会（Kiyose International Club（KIC））は、東京都清瀬市で活動する国際交流のボランティア団体である。1992年に清瀬市が募集した国際交流事業清瀬市国際交流事業実行委員会に始まる。現在5事業を行っている。

## 国際交流事業
地域在住の外国人や公益財団法人結核予防会結核研究所（結研）で研修中の医師・看護師・公務員との国際交流パーティー、市内小学校での子供達との交流や料理教室など各種国際交流イベントを開催している。
具体的には国際交流パーティーや国際理解講座、結研での日本語教室を開く他、「市民まつり」に参加している。

## 清瀬でも英語しゃべらん会
市内に住む外国人と日本人が英語を媒介とし異文化交流をする事業である。毎回様々なテーマの下でプレゼンターを中心に和やかな雰囲気の中で楽しい時間を共有している。

## 多文化共生事業
在住外国人が日本社会で活躍するためには言語・制度・心の3つの壁があると言われている。それらを取り除き、能力を発揮してもらうための様々な事業を行っている。
多文化共生の地域づくりや外国人コミュニティづくりを目指す他、生活支援事業を実施している。

## 日本語教室
毎週1回2時間、外国人学習者とボランティアが原則1対1で日本語の学習支援を行っている。ボランティアの外国語能力は不問だが、毎年春開催の「日本語ボランティア養成講座」を受講する必要がある。また外国人学習者によるスピーチ発表会を年1回開催している。

## コーラス事業
男女数十名で構成する混声合唱団である。月に1～2回練習をする他、コンサートも行っている。